# Realms of Mayhem
Realms of Mayhem é um Jogo Massivamente Multiplayer de Estratégia Baseado em Navegador, no qual você controla um feudo do início da Idade do Cobre até o fim da Idade da Vela. Durante este tempo, você pode construir sua economia, pesquisar tecnologias, treinar soldados, construir navios, construir prédios e castelos, formar Reinos, atcar seus inimigos ou cercar os castelos deles.
Realms of Mayhem oferece 69 unidades militares, 68 tecnologias, 14 maestrias militares, batalhas extremamente detalhadas e algo que nenhum outro jogo baseado em navegador pode oferecer: cercos a castelos em tempo real, envolvendo dois ou mais Lordes.
A profundidade e o detalhamento da estratégia em Realms of Mayhem dá aos jogadores muitas maneiras de atingir o objetivo final: sobreviver ao Caos ao final do jogo e se tornar um dos Lordes mais poderosos.
Existem dois tipos de produção: recursos e armamentos.A produção de recursos é sempre automática, começando quando você completa a construção. Recursos são produzidos todos os turno e custam um valor em ouro para serem produzidos.
A produção de recursos pode ser aumentada/diminuída se a população tiver uma moral alta/baixa. A relação entre moral dos cidadãos e a taxa de produção é descrita abaixo:
Moral entre 0% - 5%: sem produção de recursos
Moral entre 5% - 20%: metade da produção de recursos
Moral entre 20% - 80%: produção de recursos normal
Moral entre 80% - 95%: 150% da produção de recursos
Moral entre 95% - 100%: Dobra a produção de recursos
Armas são produzidas apenas sobre encomenda aos armeiros. O que significa que você tem que escolher a arma que você quer e fazer o pedido. Produtores de armas não custam nada por turno, mas as ordens de produção custam ouro e outros recursos.
Sem armas apenas umas poucas unidades guerreiras podem ser criadas.Além disto as armas são importantes para o treinamento de novas unidades.